# Mesterszállás
Mesterszállás è un comune dell'Ungheria di 823 abitanti (dati 2001). È situato nella contea di Jász-Nagykun-Szolnok.